# 阿尔蒂比河畔孔普斯
阿尔蒂比河畔孔普斯（法語：Comps-sur-Artuby，法語發音：[kɔ̃ps syʁ aʁtybi]）是法国普罗旺斯-阿尔卑斯-蓝色海岸大区瓦尔省的一个市镇，位于该省东北部，属于德拉吉尼昂区。

## 地理
阿尔蒂比河畔孔普斯（43°42'36"N, 6°30'32"E）面积63.49 平方千米，位于法国普罗旺斯-阿尔卑斯-蓝色海岸大区瓦尔省，该省份为法国东南部沿海省份，北起上普罗旺斯阿尔卑斯省，西北角与沃克吕兹省接壤，西接罗讷河口省，南濒地中海，东临滨海阿尔卑斯省。
与阿尔蒂比河畔孔普斯接壤的市镇（或旧市镇、城区）包括：巴尔热姆、巴尔热蒙、勒布尔盖、布勒农、蒙费拉、塞扬、特里冈斯。
阿尔蒂比河畔孔普斯的时区为UTC+01:00、UTC+02:00（夏令时）。

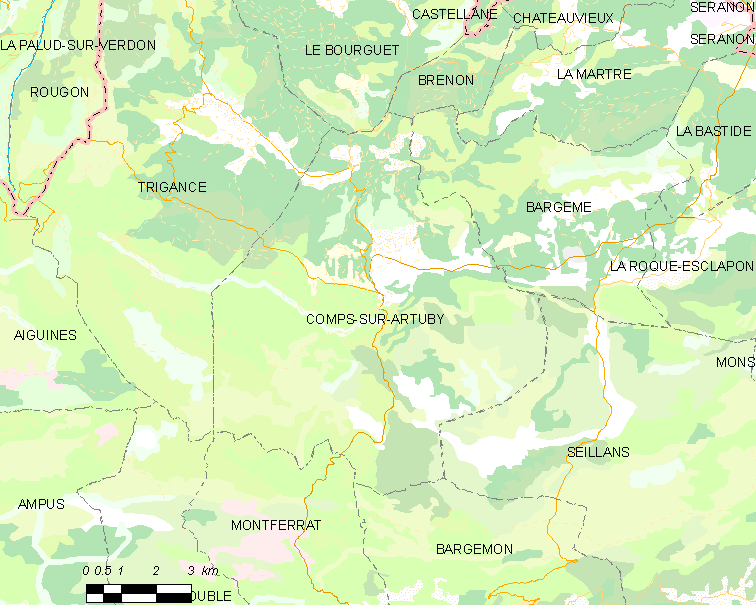
阿尔蒂比河畔孔普斯的OSM定位图

## 行政
阿尔蒂比河畔孔普斯的邮政编码为83840，INSEE市镇编码为83044。

## 政治
阿尔蒂比河畔孔普斯所属的省级选区为弗拉约斯克县。

## 人口

1962-2008年间阿尔蒂比河畔孔普斯人口变化图示

阿尔蒂比河畔孔普斯于2022年1月1日时的人口数量为346人。